# Эстонское радио
Эстонское радио (эст. Eesti Raadio, ER) — эстонская государственная радиовещательная организация в 1990—2007 годах. 

## История

### RRH (1926—1940)
Основано в 1926 году как "Радиовещание"(Raadio Ringhääling, RRH), в том же году запустив на средних волнах одноимённую радиостанцию, в 1934 г. оно было реорганизовано в Государственное Радиовещание (Riigi Ringhääling, RRH).

### Радиокомитет ЭССР (1940—1953)
В 1940 году в Комитет радиофикации и радиовещания СНК ЭССР (Радиокомитет ЭССР), радиоканал был переименован в ER, став республиканским тайм-слотом в рамках Радиостанции имени Коминтерна, ретрансляция которой началась через рижский радиопередатчик. В 1941 году радиопередатчик ER были конфискованы немецкой оккупационной радиостанцией запустив через него радиостанцию Landessender Reval. В 1944 году радиопередатчик был возвращён радиокомитету Эстонской ССР, ретрансляция Радиостанции имени Коминтерна в Эстонии возобновилась. В 1953 году Радиокомитет ЭССР был реорганизован в Главное управление Министерства культуры ЭССР (Радиоуправление ЭССР). 

### Гостелерадио ЭССР (1957—1990)
В 1957 году Радиоуправление ЭССР было реорганизовано в Государственный комитет ЭССР по телевидению и радиовещанию (Eesti NSV Ministrite Nõukogu Riiklik Televisiooni ja Raadio Komitee, Гостелерадио ЭССР). 3 апреля 1967 года Гостелерадио ЭССР запустило позже названный Vikerraadio.

### Эстонское радио (1990—2007)
В 1990 году Гостелерадио ЭССР было разделено на Эстонское телевидение и Эстонское радио. 1 мая 1993 года радиостанция "Эстонское радио" было переименовано в ER2, будущее Vikerraadio в ER1, были запущены радиостанции ER3 и ER4. В 1993 году ER вошло в Европейский вещательный союз. 1 апреля 1995 года ER3 была переименована Klassikaraadio, ER4 - Raadio 4, ER2 в Raadio 2, ER1 в Vikerraadio. Благодаря сотрудничеству с Советом Европы, в 1996 году была открыта студия Радио 4 в городе  Нарве.

### Эстонское общественное телерадиовещание (с 2007 года)
1 июня 2007 года Эстонское радио и Эстонское телевидение объединились в компанию «Эстонское национальное телерадиовещание» (Eesti Rahvusringhääling, ERR), являясь его подразделением. 

## Радиостанции
- Vikerraadio
  - Uudised («Известия») - информационная программа
- Raadio 2
- Klassikaraadio
- Радио 4  (вещает на русском языке)
- Raadio Tallinn

Доступны на УКВ CCIR , ранее на УКВ OIRT, СВ и через проводное радиовещание.